# Rhett Lowder
Rhett Hamilton Lowder (Albemarle, Carolina del Norte, 8 de marzo de 2002), más conocido como Rhett Lowder, es un jugador profesional estadounidense de béisbol que se desempeña en la posición de lanzador en Cincinnati Reds, equipo de las Grandes Ligas de Béisbol (MLB).

## Carrera
Fue seleccionado en la primera ronda del Draft de la MLB de 2023 por Cincinnati Reds, equipo donde lleva jugando una temporada.